# Paul Zoungrana

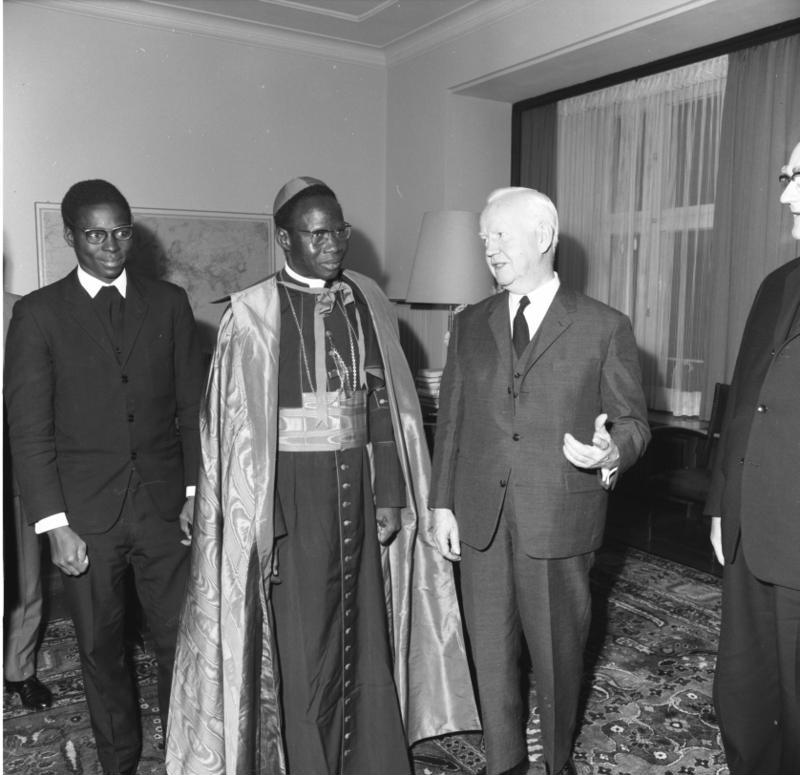
Kardinal Zoungrana bei Bundespräsident Heinrich Lübke (1966)

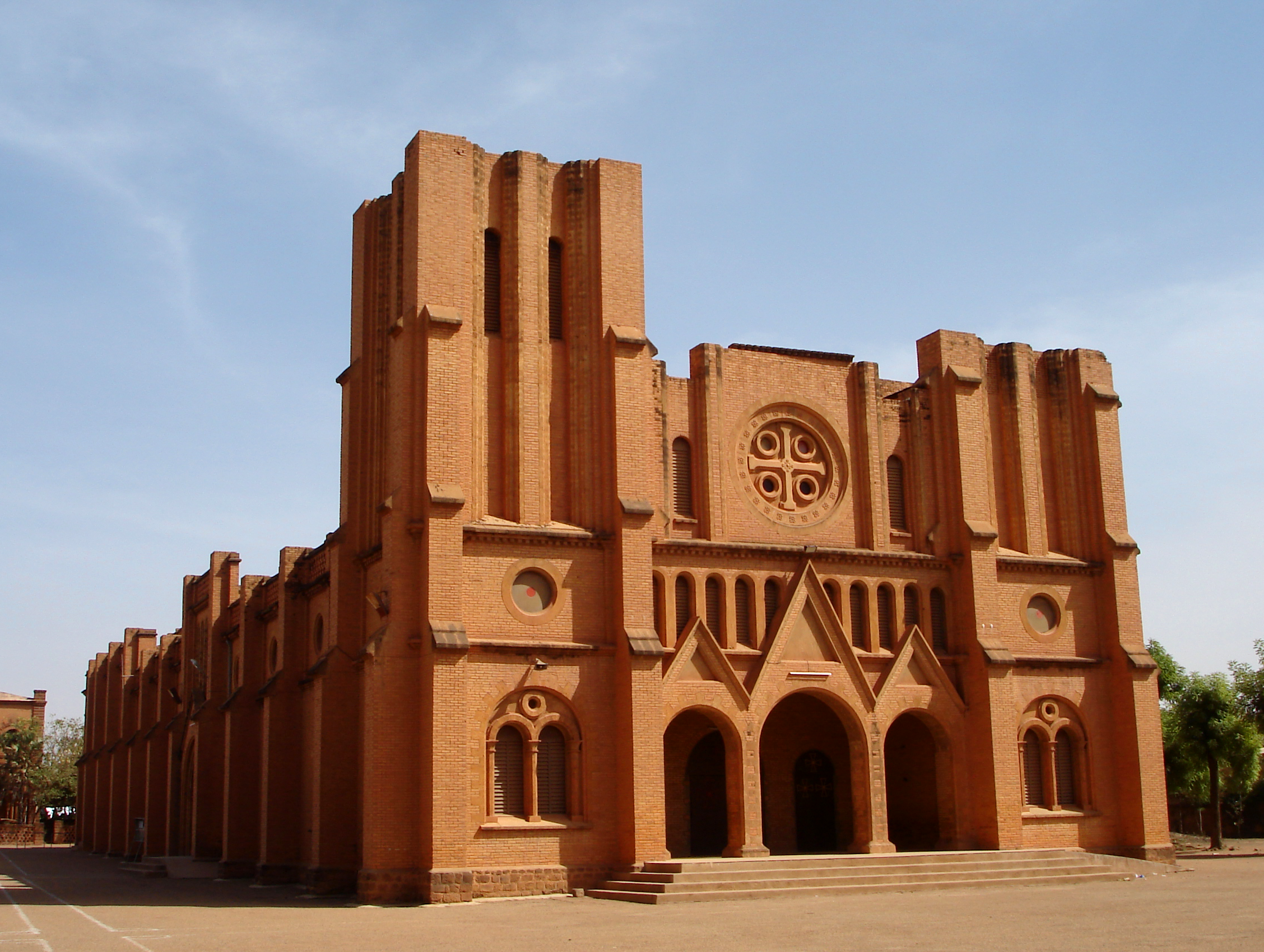
Zoungrana wurde in der Kathedrale von Ouagadougou bestattet

Kardinalswappen

Paul Kardinal Zoungrana MAfr (* 3. September 1917 in Ouagadougou, Obersenegal und Niger, heute Burkina Faso; † 4. Juni 2000 in Ouagadougou) war ein burkinischer Geistlicher und römisch-katholischer Erzbischof von Ouagadougou.

## Leben
Paul Zoungrana trat 1925 in das Knabenseminar von Pabré ein, 1935 wechselte er in das Priesterseminar Saint Pierre-Claver in Koumi, westlich von Bobo-Dioulasso. Nach seinem Studium der Philosophie und Katholischen Theologie empfing er am 2. Mai 1942 das Sakrament der Priesterweihe und trat in den Orden der Afrikamissionare (Weiße Väter) ein. Nach dem Noviziat in Maison Carrée in Algerien legte er am 24. September 1948 die Profess ab. Von 1949 bis 1952 absolvierte er ein Doktoratsstudium in Kanonischem Recht an der Päpstlichen Universität Gregoriana in Rom und studierte Sozialwissenschaften am Institut Catholique de Paris. 1954 kehrte er nach Afrika zurück und unterrichtete bis 1959 am Seminar von Koumi, in den Jahren 1959 und 1960 leitete er als Direktor das Informationszentrum für Soziale Fragen in Ouagadougou.
Am 5. April 1960 ernannte ihn Papst Johannes XXIII. zum Erzbischof von Ouagadougou und spendete ihm am 8. Mai desselben Jahres die Bischofsweihe; Mitkonsekratoren waren der emeritierte Bischof vom Sankt-Lorenz-Golf, Napoléon-Alexandre Labrie, und Weihbischof Fulton John Sheen aus New York.
Paul Zoungrana nahm in den Jahren 1962 bis 1965 als Konzilsvater an allen vier Sitzungsperioden des Zweiten Vatikanischen Konzils teil. Am 22. Februar 1965 nahm ihn Papst Paul VI. als Kardinalpriester mit der Titelkirche San Camillo de Lellis in das Kardinalskollegium auf. Die Leitung des Erzbistums Ouagadougou legte er am 10. Juni 1995 aus Altersgründen nieder. Er starb am 4. Juni 2000 in Ouagadougou und wurde in der dortigen Kathedrale bestattet.
Zoungrana lag die Einbettung des christlichen Glaubens in die traditionellen afrikanischen Riten am Herzen, in diesem Geiste fand auch seine Beerdigungszeremonie statt.